# Рудня-Радовельская
Рудня-Радовельская (укр. Рудня-Радовельська) — село на Украине, основано в 1900 году, находится в Олевском районе Житомирской области.
Код КОАТУУ — 1824486004. Население по переписи 2001 года составляет 93 человека. Почтовый индекс — 11026. Телефонный код — 4135. Занимает площадь 0,8 км².

## Адрес местного совета
11025, Житомирская область, Олевский р-н, с.Радовель, ул.Московская, 1